# Cieurac
Cieurac är en kommun i departementet Lot i regionen Occitanien i södra Frankrike. Kommunen ligger i kantonen Lalbenque som tillhör arrondissementet Cahors. År 2022 hade Cieurac 647 invånare.

## Befolkningsutveckling
Antalet invånare i kommunen Cieurac
| Referens: INSEE |